# Piliocolobus tephrosceles
Espèce
Statut CITES
Piliocolobus tephrosceles est une espèce qui fait partie des Primates. C’est un singe de la famille des Cercopithecidae.

## Description

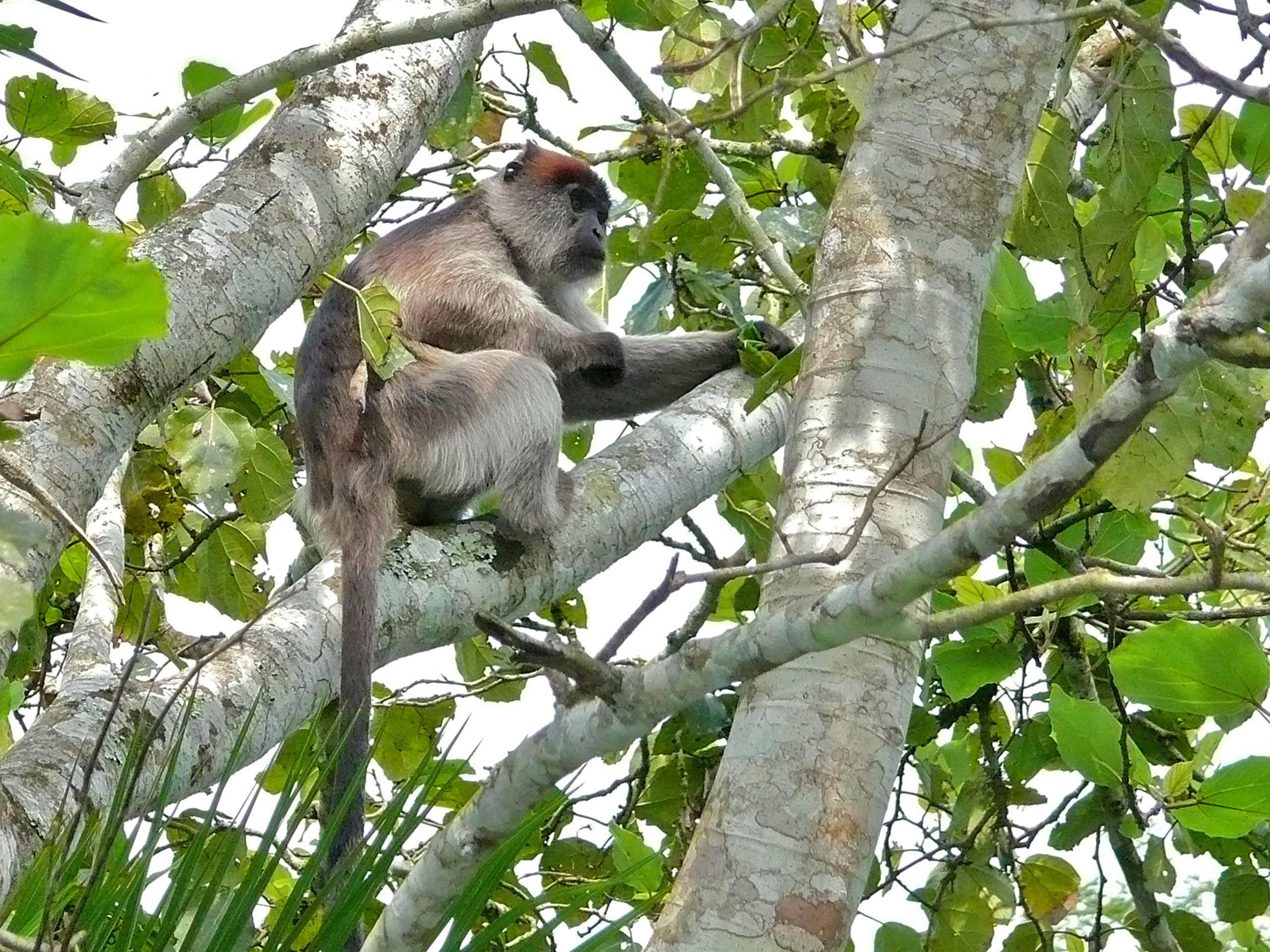
Piliocolobus tephrosceles (Ouganda)